# Ivana Tykač
Ivana Tykač (roz. Nováková; * 9. prosince 1967) je druhá manželka českého miliardáře podnikatele Pavla Tykače a podnikatelka na realitním trhu.

## Podnikání
Věnuje se stavebnímu a realitnímu byznysu, a to již od devadesátých let.
Firmy spojené s její osobou získaly mimo jiné významný podíl na půdních bytech na Praze 1. V této souvislosti vedený vleklý soudní spor byl, alespoň v případě jedné z nich – společnosti Arta s.r.o., uzavřen mimosoudní dohodou s Prahou 1 v roce 2016. Nákup bytu v Opletalově ulici v roce 2012 firmou Ivany Tykač je součástí v roce 2020 stále probíhajícího vyšetřování údajných machinací s prodeji bytů ze strany vedení Prahy 1. V této širší kauze došlo k obvinění několika politiků z TOP 09, ODS, ČSSD a ANO, nicméně Ivana Tykač ani její dcera zapojená do obchodu obviněny nebyly.
Po rozvoji nových turistických ubytovacích platforem typu Airbnb se díky velkému portfoliu bytů v centru města stala jednou z nejvýznamnějších hráček na tomto trhu. V roce 2018 v Praze disponovala přibližně tisícem lůžek v 250 ubytovacích zařízeních různého typu. Airbnb pro ni podle jejích slov v té době tvořilo pouze 18% celkového obratu. V souvislosti s tímto novým způsobem podnikání rozšířila svoje působení také na Prahu 2 a Prahu 3.
V oblasti krátkodobých pronájmů spolupracuje ve své firmě se svými dcerami Olgou Chabr Grillovou a Ivanou Hronovou.
Firmy, za kterými stojí Ivana Tykač se také zúčastnily výběrového řízení na památkově chráněný objekt Kasáren Jana Žižky v pražském Karlíně. Jedna z nich – Griva Art s.r.o. – byla koncem roku 2013 vybrána Ministerstvem obrany jako vítězná. Záměrem podnikatelky mělo být vybudování univerzitního kampusu. Nový ministr obrany však záhy po svém nástupu, na začátku roku 2014, výsledky soutěže zrušil s námitkou, že úředníci ministerstva soutěž vypsali chybně a nařídil nové výběrové řízení. Do něho se však nikdo nepřihlásil. Situaci kolem karlínských kasáren provázela mediální přestřelka s ministrem Stropnickým, která však skončila smírem.
Mezi její společnosti patří firma Property & Invest Praha.
Ivana Tykač vytvořila komplikované finanční schéma firem v daňových rájích, ze kterých podle dokumentů Pandora Papers měly do jejím českých firmem jenom v letech 2006 až 2018 proudit stovky milionů korun. 

## Rodina a osobní život
S Pavlem Tykačem má dvě společné děti, ale ze svých předchozích manželství si ještě přivedli celkem šest dětí. Tato smíšená rodina o celkem osmi dětech žije střídavě v Praze a Švýcarsku. (Zug? Curych? St. Moritz?)

## Filantropie

### Women for women
Společně s manželem založili obecně prospěšnou společnost Women for women pomáhající ženám samoživitelkám s dětmi, které se ocitly v tíživé životní situaci a nedokážou ji vlastními silami řešit. Poskytují jim podporované bydlení a psychosociální i právní pomoc. Společnost je iniciátorem a provozovatelem největšího českého projektu, který poskytuje školní stravování sociálně slabým dětem na českých základních školách – Obědy pro děti. Od roku 2016 se významným zdrojem finančních prostředků tohoto projektu Ministerstvo školství, když z 35 mi. Kč, které měla společnost na projekt v roce 2017 poskytnout, činila ministerská dotace 25 mil. Kč. V první části školního roku 2017/2018 byly uhrazeny obědy 5 584 dětem ze 738 základních škol.

### Dar Oxfordu
V roce 2018 přispěli manželé Tykačovi univerzitě v Oxfordu 1,2 milionu liber. Díky tomu zde bude moci pokračovat výuka češtiny a bohemistiky příštích dvacet let. 10. března 2018 proběhlo oficiální uvedení Tykačových mezi významné sponzory univerzity. Nabídka daru se odehrála již zhruba o rok dříve, nicméně univerzita ho zprvu odmítla kvůli vyšetřování a obstavení majetku podnikateli v minulosti v souvislosti s kauzou CS fondů.